# Коргалжинський район
Коргалжи́нський район (каз. Қорғалжын ауданы, рос. Коргалжынский район) — адміністративна одиниця у складі Акмолинської області Казахстану. Адміністративний центр — село Коргалжин.

## Населення
Населення — 7495 осіб (2021; 10289 у 2009, 16705 в 1999, 25258 у 1989).
Національний склад (станом на 2016 рік):
- казахи — 8247 осіб (87,95 %)
- росіяни — 641 особа (6,84 %)
- українці — 169 осіб
- німці — 112 осіб
- білоруси — 58 осіб
- татари — 58 осіб
- чеченці — 17 осіб
- башкири — 9 осіб
- молдовани — 9 осіб
- корейці — 6 осіб
- поляки — 5 осіб
- марійці — 4 особи
- азербайджанці — 3 особи
- удмурти — 2 особи
- вірмени — 2 особи
- інгуші — 1 особа
- мордва — 1 особа
- інші — 33 особи

## Історія
Кургальджинський район був утворений 1928 року у складі Акмолинського округу з центром у селі Кургальджино.
10 березня 1932 року район увійшов до складу новоствореної Карагандинської області.
10 лютого 1935 року центром району стало селище Казгородок.
1997 року район отримав сучасну назву.

## Склад
До складу району входять 8 сільських округів:
| Поселення                        | Площа, км² | Населення, осіб (1989) | Населення, осіб (1999) | Населення, осіб (2009) | Населення, осіб (2021) | Центр     | Населені пункти |
| -------------------------------- | ---------- | ---------------------- | ---------------------- | ---------------------- | ---------------------- | --------- | --------------- |
| Амангельдинський сільський округ | 610,10     | 1582                   | 1169                   | 626                    | 461                    | Уркендеу  | 2               |
| Ариктинський сільський округ     | 1184,86    | 2821                   | 2022                   | 1102                   | 720                    | Арикти    | 2               |
| Карашалгинський сільський округ  | 668,74     | 3103                   | 1881                   | 992                    | 743                    | Жантеке   | 3               |
| Кенбідаїцький сільський округ    | 614,01     | 2355                   | 1242                   | 533                    | 347                    | Кенбідаїк | 2               |
| Кизилсайський сільський округ    | 1236,61    | 1966                   | 1238                   | 702                    | 463                    | Шалкар    | 2               |
| Коргалжинський сільський округ   | 748,45     | 8443                   | 6143                   | 4267                   | 3296                   | Коргалжин | 2               |
| Майшукирський сільський округ    | 377,10     | 1605                   | 588                    | 273                    | 225                    | Майшукур  | 2               |
| Сабундинський сільський округ    | 535,06     | 3383                   | 2422                   | 1794                   | 1240                   | Сабинди   | 5               |

## Найбільші населені пункти
Населені пункти з чисельністю населення понад 1000 осіб:
| № | Населений пункт | Населення, осіб (1989) | Населення, осіб (1999) | Населення, осіб (2009) | Населення, осіб (2021) |
| - | --------------- | ---------------------- | ---------------------- | ---------------------- | ---------------------- |
| 1 | Коргалжин       | 7 628                  | 5 717                  | 4 161                  | 3 222                  |